# Festival Song
Festival Song (ang. festiwalowa piosenka, piosenka na festiwal) – trzeci singel Good Charlotte z ich płyty Good Charlotte. Teledysk przedstawia zespół w trakcie wielkiego koncertu. Pokazuje także pozakulisową zabawę z przyjaciółmi i garstką fanów. Piosenka traktuje o tym, że od dzisiejszego wieczora otrzymaliśmy odpowiedzialność. W refrenie śpiewa także: I don't want your boring life  czyli nie chcę twojego nudnego życie. Teledysk wyreżyserował Mark Webb. Wideo powstało na podstawie zdjęć i filmów z obydwu dni HFStival z roku 2001.